# Curimatella
Curimatella is een geslacht van straalvinnige vissen uit de familie van de brede zalmen (Curimatidae).

## Soorten
- Curimatella alburna (Müller & Troschel, 1844)
- Curimatella dorsalis (Eigenmann & Eigenmann, 1889)
- Curimatella immaculata (Fernández-Yépez, 1948)
- Curimatella lepidura (Eigenmann & Eigenmann, 1889)
- Curimatella meyeri (Steindachner, 1882)